# Anne Jensen (Theologin)
Anne Jensen (* 4. Juli 1941 in Hamburg; † 13. August 2008) war eine deutsch-österreichische römisch-katholische Theologin und Hochschullehrerin.

## Leben
Anne Jensen war die Tochter und das einzige Kind des Physikers Johannes Hans Daniel Jensen und seiner Frau, der Ärztin Elisabeth, geb. Behm (* 1910). Als Jugendliche ließ sie sich in der römisch-katholischen Kirche taufen. An der Universität Heidelberg studierte sie Germanistik und Theaterwissenschaft. 1964 trat sie zunächst in die Benediktinerinnen-Abtei St. Hildegard (Rüdesheim am Rhein) ein. Zwei Jahre darauf wechselte sie in einen französischen Orden und begann 1971 ein Theologiestudium an der Hochschule der Dominikaner in Toulouse. 1977 verließ sie den Orden.
Im selben Jahr kam sie an die Universität Tübingen. Sie wurde wissenschaftliche Hilfskraft bei Hans Küng und war von 1980 bis 1997 wissenschaftliche Mitarbeiterin an seinem Institut. 1987 wurde sie in Tübingen zur Dr. Theol. promoviert. Nach einem Konflikt zwischen Hans Küng und Bernadette Brooten übernahm sie 1985 Brootens Teilprojekt des von der Volkswagen-Stiftung geförderten Forschungsprojektes Frau und Christentum; sie habilitierte sich 1992. Der damalige Bischof von Rottenburg-Stuttgart, Walter Kasper, erteilte ihr das Nihil obstat, und sie erhielt die Lehrbefugnis für Ökumenische Theologie und theologische Frauenforschung.
1997 erhielt sie nach langem Ringen um das vatikanische Nihil obstat die Berufung auf den Lehrstuhl für Ökumenische Theologie, Ostkirchliche Orthodoxie und Patrologie der Universität Graz.
Sie gehörte zu den Gründungsmitgliedern der European Society of Women in Theological Research.
2001 wurde ihr das Österreichische Ehrenkreuz für Wissenschaft und Kunst I. Klasse verliehen.
Anne Jensen blieb unverheiratet und hatte seit ihrer Tübinger Zeit eine aus Vietnam stammende Pflegetochter.

## Schriften
- Die Zukunft der Orthodoxie. Konzilspläne und Kirchenstrukturen. Benziger, Zürich / Einsiedeln / Köln 1986 Zugleich Univ. Diss., Tübingen 1987, ISBN 3-545-24218-8.
- Gottes selbstbewusste Töchter. Frauenemanzipation im frühen Christentum? Herder, Freiburg im Breisgau / Basel / Wien 1992, ISBN 3-451-22597-2 (Reihe Frauenforum).

God`s Self-Confident Daughters. Early Christianity and the liberation of women. Westminster John Knox Press, Louisville, Ky. 1996, ISBN 0-664-25672-4 (englisch).
Neuauflage mit aktualisierendem Nachtrag (= Theologische Frauenforschung in Europa 9). Lit-Verlag, Münster / Hamburg / London 2003, ISBN 978-3-8258-5960-2.
- Thekla: die Apostolin. Ein apokrypher Text neu entdeckt. Übersetzt und kommentiert von Anne Jensen. Herder, Freiburg im Breisgau / Basel / Wien 1995, ISBN 3-451-23674-5.

Neuauflage (= Kaiser-Taschenbücher 172): Kaiser, Gütersloh 1999, ISBN 3-579-05172-5.
Tekla, de vrouwelijke apostel naast Paulus. Een apocriefe tekst opnieuw ontdekt. Ten Have, Baarn 2001, ISBN 90-259-5236-4 (niederländisch).
- Antrittsvorlesung von Frau O. Univ.-Prof. Dr. Anne Jensen (= Grazer Universitätsreden 63). Kienreich, Graz 1998.
- Frauen im frühen Christentum. Lang, Bern u. a. 2002, ISBN 3-906767-53-1.

Femmes des premiers siècles chrétiens. Lang, Bern u. a. 2002, ISBN 3-906767-67-1 (französisch)
- mit Michaela Sohn-Kronthaler (Hrsg.): Formen weiblicher Autorität. Erträge historisch-theologischer Frauenforschung (= Theologische Frauenforschung in Europa 17). Lit-Verlag, [Münster], Wien 2005, ISBN 3-8258-7650-0.
- mit G. Larentzakis (Hrsg.): Diakonat und Diakonie in frühchristlicher und ostkirchlicher Tradition (= Grazer theologische Studien 23). Institut für Ökumenische Theologie, Ostkirchliche Orthodoxie und Patrologie, Graz 2008, ISBN 978-3-900797-23-2.